# Danemark aux Jeux olympiques d'été de 1980
Le Danemark participe aux Jeux olympiques d'été de 1980 à Moscou. Il a défilé sous le drapeau olympique.